# Odra (rzeka w Chorwacji)
Odra – rzeka w Chorwacji, dopływ Kupy. Jej długość wynosi 82,7 km.
Powstaje z połączenia Kosnicy i Lomnicy (Odricy). Jej główne dopływy to Buna i Lekenik. Do Kupy wpada w okolicy wsi Odra Sisačka koło Sisaka. Między Zagrzebiem a Sisakiem wybudowano kanał wodny, mający chronić Zagrzeb przed zalaniem wysokim poziomem wód Sawy.